# Resmo-Vickleby församling
Resmo-Vickleby församling är en församling i Södra Ölands pastorat i Kalmar-Ölands kontrakt i Växjö stift i Svenska kyrkan. Församlingen ligger i Mörbylånga kommun i Kalmar län på Öland.

## Administrativ historik
Församlingen bildades 2006 genom sammanslagning av Resmo församling och Vickleby församling i ett pastorat med Mörbylånga-Kastlösa församling som moderförsamling. Församlingen ingår sedan 2010 i Södra Ölands pastorat.

## Kyrkor
- Resmo kyrka
- Vickleby kyrka